# Cotorreta muntanyenca
La cotorreta muntanyenca (Psilopsiagon aurifrons) és una espècie d'ocell de la família dels psitàcids que habita estepes, boscos, terres de conreu i ciutats a Perú, oest de Bolívia, nord-oest de l'Argentina i zones limítrofes de Xile.